# Esseri senzienti (buddismo)
Con esseri senzienti nel buddhismo si indicano la totalità degli esseri viventi dotati di almeno un organo di senso che vivono nel saṃsāra. Ne consegue che l'accezione generalmente non include le piante. 
Nella letteratura canonica in sanscrito si indicano come सत्त्व sattva "esseri" (ma sono utilizzati anche i termini: जन्तु jantu, "esseri animali"; बहुजन bahujana, prāṇasameta, "che ha respiro"; e जगत  jagat "quanto esiste"); in pāli come: सत्त satta; in cinese come: 有情 yǒuqíng ("dotati di sentimenti"), 眾生 zhòngshēng ("moltitudine dei viventi") e 含識 hánshí ("in grado di capire"); in coreano: 중생 jungsaeng; in giapponese: 衆生 shūjō; in tibetano: སྐྱེ་དགུ skye dgu (pr: jyeku) "totalità dei viventi" e སེམས་ཅན sems can "possessore di mente".
Nel buddhismo gli "esseri senzienti" vivono nei tre reami: nel Kāmaloka, il "reame del desiderio"; nel Rūpaloka, il "reame della forma" e nell'Arūpaloka, il "reame del senza-forma". 

Un'altra suddivisione degli "esseri senzienti" li distingue in sei "classi", o "mondi": quello degli "esseri nel Naraka", i preta, gli animali, gli esseri umani, gli asura e i deva.
Gli "esseri senzienti", nel buddhismo Mahāyāna sono inoltre l'oggetto dell'attività salvifica espressa dal voto dei bodhisattva .